# عسل‌یاب
عسل‌یاب یا مرغ عسل‌راهنما (نام علمی: Indicatoridae) نام یک تیره از راسته دارکوب‌سانان است.